# NGC 7331

NGC 7331 je jedna od najsvjetlijih galaktika sjeverne nebeske polutke koja nije uključena u Messierov katalog. Galaksija se nalazi oko 50 milijuna svjetlosnih godina od nas i okrenuta nam je gotovo rubom. Galaksija je okružena mnogobrojnim pratiljama. Lord Rosse sa svojim 1.8m velikim teleskopom uspio je otkriti spiralnu strukturu u ovoj galaksiji.
Godine 1959. tip II supernova SN 1959D, otkrivena je u galaksiji NGC 7331. Tijekom maksimuma supernova je dosegla prividni sjaj od + 13,4 magnitude.

## Amaterska promatranja
Kroz 200 mm teleskop i pod tamnijim nebom, galaktika se vidi kao eliptična mrlja svijetla sa sjajnom jezgrom. Sjajna jezgra u nekoliko koraka postupno blijedi prema rubovima. Zbog velikog prividnog sjaja galaktika je vidljiva već i manjim teleskopom ako uvjeti dopuštaju.

## Vanjske poveznice
- Skica i opis galaktike u amaterskom teleskopu